# Guinevere Turner
Guinevere Jane Turner (Boston, 23 maggio 1968) è un'attrice e sceneggiatrice statunitense.

## Biografia
Turner è diventata famosa nel 1994 con il film Go Fish - Segui il pesce, che ha interpretato nel ruolo della protagonista, co-prodotto e di cui ha scritto la sceneggiatura insieme alla sua partner di allora, Rose Troche. Il film, ispirato alle esperienze biografiche della coppia, girato con un budget di 15.000 dollari, incassò 2 milioni e mezzo di dollari solo negli Stati Uniti, ricevendo diversi premi, tra cui quelli del Teddy Award al Festival di Berlino 1994, il GLAAD Media Awards, e il Gotham Award. Da quella prima esperienza è iniziata la sua carriera nel cinema.
Ha curato la sceneggiatura delle prime due stagioni di The L Word, apparendo nella serie nel ruolo di un personaggio secondario.
Nel 2000, insieme a Mary Harron scrive la sceneggiatura di American Psycho, tratto dall'omonimo romanzo di Bret Easton Ellis.
Ha diretto diversi cortometraggi, come The Hummer e Hung, che sono apparsi in molti festival cinematografici internazionali.

## Vita privata
Turner è apertamente lesbica, ed è un'attivista per i diritti LGBT e, con ACT UP, contro lo stigma delle persone con HIV. Dal 2010 ha una relazione con Tracy Chapman.

## Filmografia

### Attrice

#### Cinema
- Go Fish - Segui il pesce (Go Fish), regia di Rose Troche (1994)

- The Watermelon Woman, regia di Cheryl Dunye (1996)
- In cerca di Amy (Chasing Amy), regia di Kevin Smith (1997)
- Latin Boys Go to Hell, regia di Ela Troyano (1997)
- Baciami Guido (Kiss Me, Guido), regia di Tony Vitale (1997)
- Preaching to the Perverted, regia di Stuart Urban (1997)
- Dante's View, regia di Steven A. Adelson (1998)
- Treasure Island, regia di Scott King (1999)
- Dogma, regia di Kevin Smith (1999)
- American Psycho, regia di Mary Harron (2000)
- The Fluffer, regia di Richard Glatzer e Wash Westmoreland (2001)
- Un sogno impossibile (Pipe Dream), regia di John Walsh (2002)
- Stray Dogs, regia di Catherine Crouch (2002)
- Junk, regia di Stephanie Meurer (2002)
- Hummer, regia di Guinevere Turner - cortometraggio (2003)[5]
- Dani and Alice, regia di Roberta Marie Munroe - cortometraggio (2005)
- Beyond Lovely, regia di Clement Hil Goldberg - cortometraggio (2005)
- Hung, regia di Guinevere Turner - cortometraggio (2005)
- Itty Bitty Titty Committee, regia di Jamie Babbit (2007)
- Little Mutinies, regia di Angie Powers e Elizabeth Stark - cortometraggio (2008)
- The Owls, regia di Cheryl Dunye (2010)
- Who's Afraid of Vagina Wolf?, regia di Anna Margarita Albelo (2013)
- Crazy Bitches, regia di Jane Clark (2014)
- Everlasting, regia di Anthony Stabley (2016)
- Bruising for Besos, regia di Adelina Anthony (2016)
- Superpowerless, regia di Duane Andersen (2016)
- The Ladies Almanack, regia di Daviel Shy (2017)
- Wild Nights with Emily Dickinson (Wild Nights with Emily), regia di Madeleine Olnek (2018)
- Regarding the Case of Joan of Arc, regia di Matthew Wilder (2018)
- I Am Fear, regia di Kevin Shulman (2020)
- Candy Land, regia di John Swab (2022)
- Healed, regia di Shantell Yasmine Abeydeera e Meghan Weinstein (2023)

### Sceneggiatrice
- BloodRayne, regia di Uwe Boll (2005)
- La scandalosa vita di Bettie Page (The Notorious Bettie Page), regia di Mary Harron (2005)
- Charlie Says , regia di Mary Harron (2018)